# Ferdinand III., kastiljski kralj
Ferdinand III. (1199./1201. – 30. svibnja 1252.) bio je kralj Kastilje, Leona i Galicije, kao i grof Aumalea. Bio je jedan od najuspješnijih vladara Kastilje, osiguravši uniju Kastilje i Leona. Svojim vojnim i diplomatskim naporima, Ferdinand je uspio proširiti kastiljski teritorij.
Ferdinand je rođen u samostanu Valparaísu kao jedan od sinova leonskog kralja Alfonsa IX. i kraljice Berengarije Kastiljske. Sanča i Dulce bile su Ferdinandove starije polusestre. Nakon Alfonsove smrti, Ferdinandove su polusestre nakratko zavladale, ali je narod izabrao Ferdinanda, odbivši njegove polusestre. Ferdinand je naslijedio svoju majku na tronu Kastilje. Preko svoje majke, Ferdinand je bio unuk Alfonsa VIII. Kastiljskog.
Godine 1671., papa Klement X. kanonizirao je Ferdinanda. Ferdinand je svetac zaštitnik Seville.

## Brakovi
Ferdinand i njegova prva supruga, Elizabeta Švapska, bili su roditelji Ferdinandovog nasljednika, Alfonsa X. Mudrog. Nakon što je postao udovac, Ferdinand se oženio Ivanom, groficom Ponthieua, koja mu je rodila Eleonoru Kastiljsku.